# Maria Lluïsa d'Haití
Marie Louise Coidavid, casada amb Henri Christophe, (1778-1851), va ser reina consort del Regne d'Haití des de 1811 fins a 1820.

## Primers anys
Va néixer en una família de negres lliures; el seu pare era el propietari de l'Hotel de la Couronne, a Cap Haitià. Es va casar amb Henri Christophe en aquesta ciutat el 1793. Van tenir quatre fills: François Ferdinand (1794 - 1814), Françoise-Améthyste (1798 - 1840), Athénaïs (1800 - 1839) i Víctor Enric (1804 - 1820).
Durant la invasió francesa iniciada el 1802, ella i els seus fills van viure en la clandestinitat fins al 1804, quan es va proclamar el Primer Imperi d'Haití.

## La seva vida com a reina

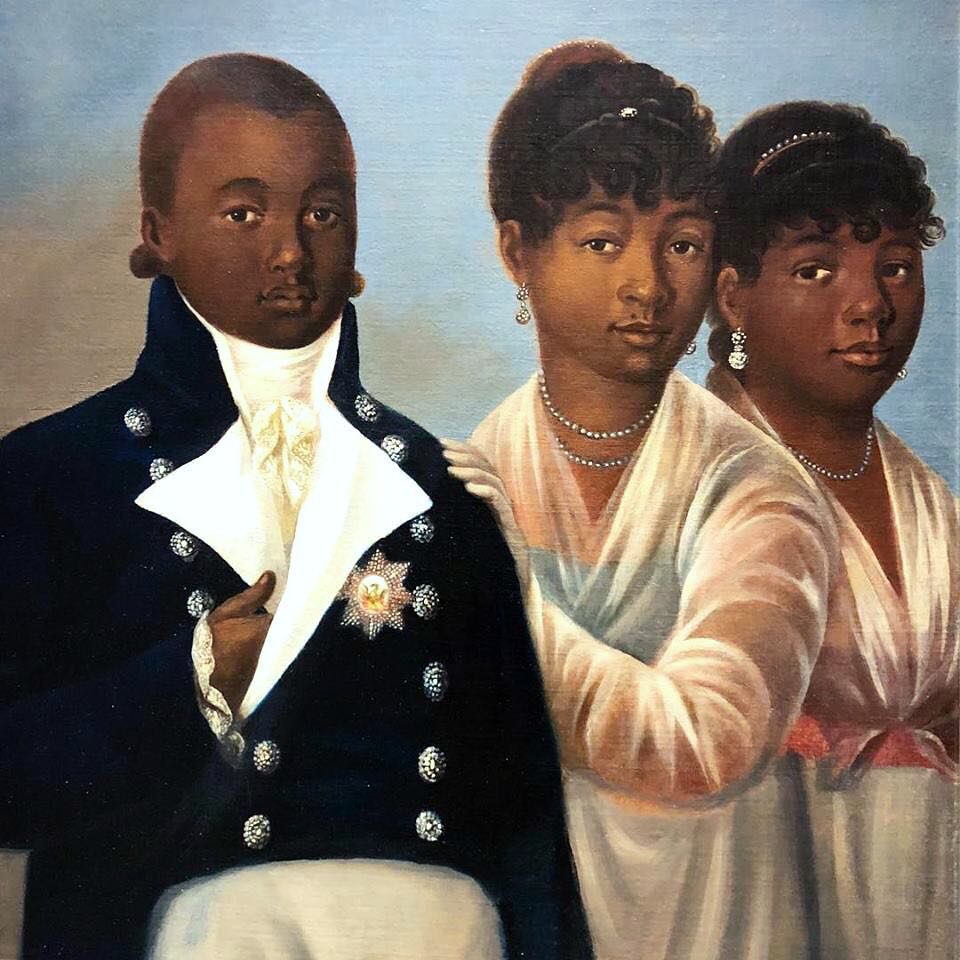
Els fills de Marie-Louise: Jacques-Victor Henry, Françoise-Améthyste i Anne Athénaïre (c. 1811, autor desconegut).

El 1811, va obtenir el títol de "Reina Consort del Regne d'Haití". El seu nou estatus comportava una intensa dedicació a les tasques cerimonials, i li va proporcionar dames d'honor, una secretària i la seva pròpia cort. Era una dona activa va prendre el seu càrrec amb responsabilitat, perquè, com ell mateixa va declarar el títol "que li va donar la nació", li otorgava també responsabilitats i deures. Va servir com a amfitriona de la vida cerimonial de la cort reial del Palau de Sans-Souci. Amb tot, no es va involucrar en els afers d'estat. Se li va donar el càrrec de regent si el seu fill succeïa al seu cònjuge mentre encara era menor d'edat.
Després del suïcidi del seu espòs, el 8 d'octubre de 1820, i l'assassinat del seu fill el 18 d'octubre següent, es va quedar amb les seves filles en el palau fins que van ser escortades pels seguidors del seu espòs al costat del seu cadàver. Després de la seva sortida, el palau va ser atacat i saquejat. A ella i a les seves filles se'ls va donar la propietat Lambert fos de la Capital, on va rebre la visita del nou president, Jean Pierre Boyer, qui li va oferir la seva protecció. Se'ls va permetre establir-se a Port-au-Prince.

## L'exili
L'agost de 1821 va sortir d'Haití amb les seves filles sota la protecció de la flota britànica, i va viatjar a Londres. Hi havia rumors que buscava uns diners, tres milions de dòlars, que el seu espòs havia dipositat a Europa. A Anglaterra van viure a Blackheath, on van ser acollides per abolicionistes destacats, i després es van traslladar a Londres, on va viure entre 1821 i 1824. L'octubre de 1822 es van instal·lar a Hastings, East Sussex, Com molts londinencs rics i aristocràtics, volien fugir del brom i el bullici del centre de Londres. El 2022, es van erigir i celebrar plaques blaves en honor seu.
Però el clima i la contaminació anglesos durant la Revolució Industrial perjudicaven la salut de la seva filla Améthyste, i finalment van decidir marxar. Marie Louise Coidavid i les seves filles es van traslladar el 1824 a Pisa, al Gran Ducat de Toscana (actual Itàlia), on van discretament viure la resta de les seves vides, fins que aquestes van morir, el 1839 i el 1840.
Poc abans de la seva mort, Marie-Louise Coidavid va escriure a Haití per demanar permís per tornar. No ho va fer mai, però, i va morir a Itàlia l'11 de març de 1851. Està enterrada a l'església de San Donnino, on el 2023 es va instal·lar una fita per commemorar la reina, les seves filles i la seva germana.